# Базанова, Найля Уразгуловна
Найля Уразгуловна Базанова (1911—1993) — советский и казахстанский физиолог, академик АН Казахской ССР (1951), доктор биологических наук (1945), профессор (1946), заслуженный деятель науки КазССР (1960).
Первая женщина-академик в Казахстане и Средней Азии, основоположник новой области биологической науки — физиологии сельскохозяйственных животных.

## Биография
Родилась 11 ноября 1911 года в г. Пишпек Семиреченской области в семье ветеринарного врача.
Отец — Уразгул Базанов родился в Семипалатинской области, одним из первых казахов окончил в 1898 году Казанский ветеринарный институт. Работал практическим ветеринарным врачом в Семиреченской области. С 1925 года работал областным ветеринарным врачом Алматинского ОблЗО, а последние пять лет жизни (1930—1935 гг) трудился в ветеринарном управлении Наркомзема Казахской ССР.
В 1929 году окончила Алматинский зооветеринарный техникум и поступила в Алма-Атинский зооветеринарный институт.
В 1932 году окончила Алма-Атинский зооветеринарный институт и становится аспирантом кафедры нормальной физиологии этого же института.
В 1935 году стала ассистентом кафедры нормальной физиологии.
В 1936 году защитила кандидатскую диссертацию на тему «Бактериальные процессы в преджелудках жвачных».
В 1938 году стала доцентом кафедры нормальной физиологии.
В 1941 году принята в члены КПСС.
В 1945 году защитила докторскую диссертацию на тему «Развитие регуляции кровообращения и дыхания у некоторых сельскохозяйственных животных в онтогенезе».
В 1946 году Н. У. Базанова в первом составе членов Академии была избрана членом-корреспондентом и стала заведующей кафедры нормальной физиологии Алма-Атинского зооветеринарного института.
В 1951 году избрана действительным членом АН Казахской ССР и академиком-секретарем отделения биологических и медицинских наук, во главе которого находилась до 1962 года.
С 1946 по 1966 была депутатом Верховного Совета СССР 2, 3, 4 и 5 созывов. В 1949 году стала членом комитета защиты мира.
С 1966 года Н. У. Базанова возглавляла Институт физиологии человека и животных АН Казахской ССР, а с 1986 года стала почетным директором.

## Вклад в науку
Научная деятельность академика Н. У. Базановой была направлена на изучение особенностей физиологии пищеварения, кровообращения, лимфообразования, дыхания, лактации, обмену веществ и энергии и механизма их регуляций у различных видов сельскохозяйственных животных в породном и возрастном аспектах.
В 1930 году ею был проведен большой комплекс исследований по изучению влияния экстрактивных веществ на желудочную секрецию животных, установлен факт фиксирования азота микроорганизмами рубца верблюда на подобие почвенным бактериям. Позже, в 1940 году на кафедре проводились работы по изучению постнатального онтогенеза функций различных вегетативных систем организма сельскохозяйственных животных. Н. У. Базанова изучала развитие регуляции кровообращения и дыхания у верблюжат и телят. Это позволило выявить закономерности становления вагусной и симпатической регуляции в развивающемся организме животных, на основе которых в 1945 году ею была защищена диссертация на соискание ученой степени доктора биологических наук.
Основополагающим вкладом Н. У. Базановой в физиологическую науку стали глубокие и всесторонние исследования 50-х годов, которые были направлены на выяснение особенностей пищеварения и обмена веществ в многокамерном желудке животных, а также на раскрытие механизмов регуляции функции пищеварительных желез.
В дальнейших исследованиях Н. У. Базановой и её учениками установлены функциональные взаимоотношения между эндокринными и пищеварительными железами. Экспериментально доказано участие надпочечников, щитовидной железы и гипофиза в регуляции деятельности пищеварительных и молочных желез.
В последующих работах была изучена роль симпатической и парасимпатической нервной системы, а также различных отделов головного мозга в регуляции процессов пищеварения и обмена веществ.
Оригинальная работа выполнена и по исследованию влияния микроэлементов на пищеварение в преджелудках и обмен веществ у крупного рогатого скота и других видов сельскохозяйственных животных.
Впервые Н. У. Базановой открыты факты пристеночного (мембранного) пищеварения у жвачных животных. Гистофизиологическими исследованиями было показано наличие мембранного расщепления питательных веществ корма в микроворсинках кишечника и различных отделов многокамерного желудка. При этом было установлено, что пристеночное пищеварение свойственно не только кишечнику сельскохозяйственных животных, но и слизистая оболочка желудка лошади, свиньи, а также сычуга и преджелудков жвачных животных тоже обладают гидролитической активностью. Наиболее активно пристеночный гидролиз крахмала происходит с участием слизистой оболочки книжки, а гидролиз сахарозы — слизистой оболочки сетки.
Более 20 лет работая директором Института физиологии, Н. У. Базанова построила лабораторно-административный комплекс с виварием. Укрепив материально-техническую базу, институт стал разрабатывать новые тематические научные направления, такие как биоэлектроника, физиология мембран, биохимия лимфы и нейрогуморальная регуляция лактации и были открыты четыре новые лаборатории по этим направлениям.
Н. У. Базановой была создана своя большая научная школа физиологов Казахстана. Под её непосредственным руководством защищено 10 докторских и более 20 кандидатских диссертаций. Среди них академики НАН РК З. К. Кожебеков, К. Т. Ташенов, член-корреспондент НАН РК Х. Д. Дюсембин, доктора биологических наук Т.У .Измаилов, В. В. Ли, Б. Н. Никитин, А. В. Прокудин и др.
Основные научные работы:
- Пропионовокислые бактерии в силосовании и кормлении сельскохозяйственных животных. Алма-Ата, 1977 (соавтор).
- Физиология сельскохозяйственных животных. Москва, 1967, 1980 (соавтор).
- Закономерности всасывательной деятельности желудочно-кишечного тракта. Алма-Ата, 1985 (соавтор).
- Учебник физиологии сельскохозяйственных животных. Москва, 1986.

## Общественная деятельность
Н. У. Базанова избиралась депутатом Верховного Совета СССР II—V созывов (1946—1962 гг.), заместителем председателя Совета Союза Верховного Совета СССР 5-го созыва, делегатом XX съезда КПСС. С 1949 года на протяжении 35 лет она являлась членом Советского комитета защиты мира и членом его президиума. В Казахстане она была председателем Казахского Комитета защиты мира и физиологического общества им. И. П. Павлова, членом редакционных советов «Физиологического журнала СССР им. И. М. Сеченова» (Ленинград), журнала АН СССР «Успехи физиологических наук» (Москва) и «Известия» АН КазССР «Серия биологическая» (Алматы).
В составе советской делегации Н. У. Базанова посетила Венгрию, Болгарию, Францию, Чехословакию, Польшу, Австрию, Китай, Индию, Норвегию, Данию, Вьетнам, ГДР и другие страны.
Под руководством Н. У. Базановой в Алматы был организован ряд Всесоюзных симпозиумов, а в 1979 году состоялся XIII съезд Всесоюзного физиологического общества им. И. П. Павлова.

## Семья
Муж — Мухамедгалиев, Фазул Мухамедгалиевич (1911—1989), доктор биологических наук, профессор, академик АН Казахской ССР, академик ВАСХНИЛ.
Дочь — Мухамедгалиева Анель Фазуловна, профессор кафедры физики МГГУ, доктор физ.-мат. наук.
Сын — Мухамедгалиев Арстан Фазулович (1947—2017), доктор технических наук, профессор, академик Международной Академии Информатизации, лауреат Государственной премии Республики Казахстан.

## Награды
В 1944 году награждена орденом «Знак почета»
В 1954 году награждена Почетной грамотой Верховного Совета Казахской ССР
В 1949 году награждена Почетной грамотой Верховного Совета Казахской ССР за достигнутые успехи в деле подготовки высококвалифицированных ветеринарно-зоотехнических кадров для народного хозяйства Казахской ССР и высокие производственные показатели
В 1951 году награждена вторым орденом «Знак почета»
В 1960 году награждена орденом Ленина, присвоено звание «Заслуженный деятель науки Казахской ССР», награждена Почетной грамотой Верховного Совета Казахской ССР
В 1962 году награждена Почетной грамотой Верховного Совета Казахской ССР в связи с 50-летием и за заслуги в деле подготовки кадров и развитии науки в республике
В 1966 году награждена орденом Трудового Красного Знамени
В 1970 году награждена медалью «За доблестный труд в ознаменование 100-летия со дня рождения В. И. Ленина»
В 1971 году награждена Юбилейной грамотой президиума Академии наук Казахской ССР в связи с 25-летием Академии наук Казахской ССР.
В 1970 году награждена Почетной грамотой Президиума Верховного Совета Казахской ССР в связи с 60-летием и за заслуги в развитии науки. В этом же году награждена медалью Венгерского Совета Мира.
В 1973 Году награждена Почетной грамотой за активное участие в деятельности Советского комитета солидарности стран Азии и Африки.
В 1974 году награждена юбилейной медалью Всемирного Совета Мира за активное участие в общественной деятельности по укреплению мира между народами.
В 1976 году награждена Юбилейной грамотой президиума Академии наук Казахской ССР в связи с 30-летием Академии наук Казахской ССР.
В 1977 году награждена Почетной грамотой Казахского общества дружбы и культурной связи за активную деятельность по развитию и укреплению дружбы с народами зарубежных стран.
В 1981 году награждена юбилейной медалью Всемирного Совета Мира за активное участие в общественной деятельности по укреплению мира между народами и в связи с 30-летием Всемирного движения сторонников мира.
В 1982 году награждена орденом Октябрьской Революции